# Colomastix magnirama
Colomastix magnirama är en kräftdjursart som beskrevs av Hurley 1954. Colomastix magnirama ingår i släktet Colomastix och familjen Colomastigidae. Inga underarter finns listade i Catalogue of Life.